# 鳳溪創新小學

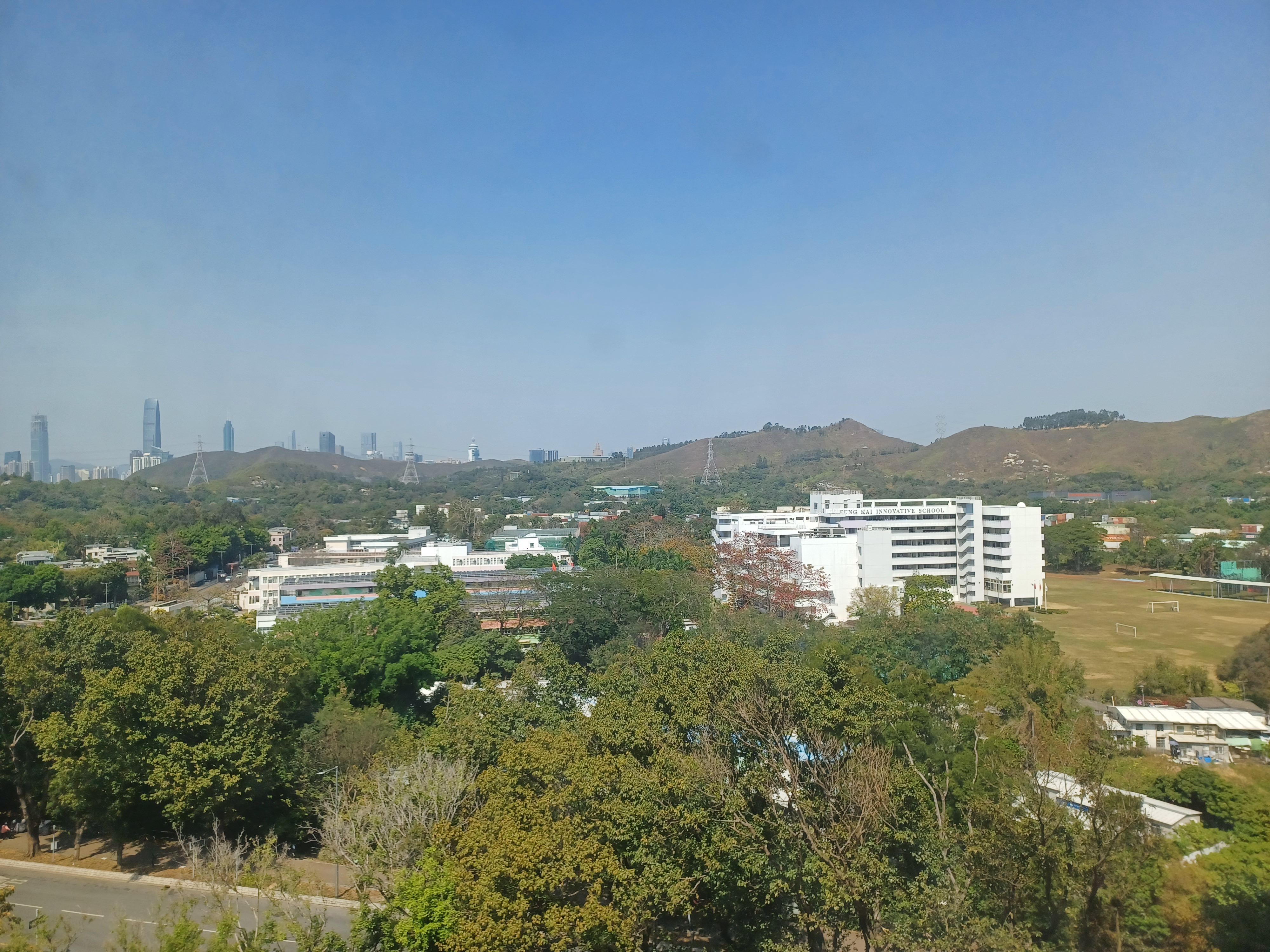
鳳溪小學與鳳溪創新小學

鳳溪創新小學（英語：Fung Kai Innovative School）是一所位於香港新界北區的小學，屬校網80。

## 歷史
鳳溪公立學校於1932年創立鳳溪小學(即現時的鳳溪創新小學及第一小學前身)，並於1987年拆分為上午及下午校。2005年8月31日，下午校正式轉為全日制，更名為鳳溪第二小學。2007年，鳳溪第二小學被微軟公司獲選為12所「未來學校」之一，为亚洲唯一一所，並於2008年9月1日改名為鳳溪創新小學。同年11月，學校正式遷入耗資約10,200萬元興建的新校舍上課。

## 特色
鳳溪創新小學在2008年開始推行電子教學，發展速度比香港其他學校快。目前，該小學已推行中英數常四科的電子教學計劃。

## 基本資料
現任校監︰廖立志先生
現任校長︰ 劉麗清女士
地址︰新界上水馬會道19號A
學校類別︰資助/全日制
學生性別︰男女
校訓︰謙信勤敏
佔地面積︰11,000平方米
教學語言︰中文(中文课使用普通話教学)及英文
設備︰資訊科技學習中心暨校園電視台、創新中醫文化館、神农百草园、歷奇室、劇場及飯堂等
辦學宗旨︰秉承「鳳溪公立學校」辦學宗旨，以「謙信勤敏」為訓，推動學生全人教育，為學生營造優良的學習環境，培養學生獨立思考能力，並建立正確及積極的人生觀，讓他們愉快地學習，為日後回饋社會作好準備。

## 大事記
2012年5月10日，20名學生於進食火龍果後懷疑食物中毒，送往各區醫院治理。
約2019年，开始筹备修建游泳馆，並在2019年年中左右舉辦步行捐款，後因新冠肺炎导致負責修建游泳館的華輝建築公司倒閉。原本預期2022年尾完成並且投入使用的游泳館也因此暫緩工程，截止2025年8月6日並沒有投入使用。

## 外部連結
- 鳳溪創新小學 （页面存档备份，存于）